# البوذية والغنوصية
اقترح عالم البوذية إدوارد كونز (1966) وجود أوجه تشابه بين البوذية والغنوصية، والأخيرة هي مصطلح مشتق من اسم «الغنوصيين» الذي يُطلق على عدد من الطوائف المسيحية. بسبب تعاليم بوذا بوجود الميول الشريرة التي لم نتغلب عليها بعد، أو التي تتطلب معرفة روحية خاصة للتغلب عليها، فقد وُصفت البوذية أيضًا بأنها غنوصية.

## كونز
ادعى إدوارد كونز أنه لاحظ قواسم ظاهراتية مشتركة بين البوذية الماهايانية والغنوصية، في ورقته العلمية البوذية والغنوص، مطبقًا اقتراحًا مبكرًا من إسحاق جاكوب شميت، قارن كونز بشكل صريح البوذية الماهايانية مع «الغنوص»، أي مع المعرفة أو البصيرة، وليس مع «الغنوصيين»، لأنه لم يكن الكثير معروفًا عن الغنوصيين كمجموعة اجتماعية. استنادًا إلى أوجه التشابه الثمانية لكونز، قدم هولر القائمة التالية بأوجه التشابه:
- يمكن تحقيق التحرر أو الخلاص من خلال البصيرة التحررية، أي عبر ما يسمى الغنوص أو الجنانا.
- الجهل، أو الافتقار إلى البصيرة، الذي يُدعى اللاغنوص أو الأفيديا، هو السبب الجذري للوقوع في فخ الشر في هذا العالم.
- يمكن تحقيق البصيرة المتحررة من خلال الوحي الداخلي، وليس من خلال المعرفة الخارجية.
- يعطي كلا النظامين ترتيبًا هرميًا للإدراك الروحي، من المادية العمياء إلى الإدراك الروحي الكامل.
- تلعب الحكمة، هذا المبدأ الأنثوي المتجسد في كلمتي صوفيا وبراجنا، دورًا مهمًا في كلا الديانتين.
- تفضل كلا الديانتين الأسطورة على الحقيقة التاريخية؛ فالمسيح وبوذا ليسا مجرد شخصيات تاريخية، ولكنهما كائنات أصلية أولية.
- لكلا النظامين ميول معادية للقوانين، أي ازدراء القواعد والأعراف الاجتماعية فيما يخص الإدراكات الروحية العالية.
- كلا النظامين مخصصان للنخب الروحية، وليس للجماهير العامة، ولديهما معان وتعاليم خفية.
- كلا النظامين واحديّان، ويهدفان إلى وحدانية ما ورائية تتجاوز تعددية العالم الهائل.

وفقا لكونز، لم تحدث هذه القواسم المشتركة عن طريق الصدفة، ولكنها متأصلة في جوهر كل من الديانتين. لم يكن من الواضح بالنسبة لكونز كيف وُجدت هذه التشابهات، ولكن وفقًا لفيراردي، فقد تكون مرتبطة بالتجارة البحرية بين الامبراطورية الرومانية والهند، والتي كانت كثيفة في ذلك الوقت. يلاحظ فيراردي كذلك أوجه التشابه بين القاعدة الاقتصادية الاجتماعية لكل من الغنوصية والبوذية، ولا سيما التجار في كل منهما، الذين كان عليهم التنافس مع «القوى المنظمة الكبرى» في روما والكنيسة المسيحية، ومع البراهمة. مثّل كل من المجتمعين «اقتصادًا مفتوحًا ومجتمعًا يفتقر إلى الدفاعات ضد أذيّات القوانين» (القانون ومؤسسات الدولة).
في مقدمة كتابها الأناجيل الغنوصية؛ أشارت إيلين بيغلز إلى اقتراحات كونز على أنها «احتمال ممكن»، لكن لم تحظ اقتراحات بيغلز وكونز بقبول أكاديمي ولم تولد دراسات هامة لاحقة.